# Косоњо
Косоњо (итал. Cossogno) је насеље у Италији у округу Вербано-Кузио-Осола, региону Пијемонт.
Према процени из 2011. у насељу је живело 497 становника. Насеље се налази на надморској висини од 390 м.

## Становништво
| 1936. | 1951. | 1961. | 1971. | 1981. | 1991. | 2001. | 2011. |
| ----- | ----- | ----- | ----- | ----- | ----- | ----- | ----- |
| 1.312 | 1.163 | 938   | 733   | 639   | 577   | 537   | 588   |